# Phallusia mammillata
Phallusia mammillata är en sjöpungsart som först beskrevs av Cuvier 1815.  Phallusia mammillata ingår i släktet Phallusia och familjen Ascidiidae. Inga underarter finns listade i Catalogue of Life.